# Język nalca
Język nalca (a. nalja, naltje, naltya), także: hmanggona (a. hmonono), kimjal (a. kimyal) – język transnowogwinejski używany w indonezyjskiej prowincji Papua, w północnym rejonie gór wschodnich. Według danych z 2013 roku posługuje się nim 16 tys. osób.
Należy do grupy języków mek. Nazwa „mek” (oznaczająca wodę lub rzekę) określa szereg pokrewnych języków i kultur w tym regionie. Nazwa „kimyal” bywa też odnoszona do języka korupun (korapun).
W użyciu jest również język indonezyjski.
Jest zapisywany alfabetem łacińskim.